# Nikinsaari (ö i Södra Savolax)
Nikinsaari är en ö i Finland. Den ligger i sjön Petruma och i kommunen Heinävesi i den ekonomiska regionen  Nyslotts ekonomiska region  och landskapet Södra Savolax, i den sydöstra delen av landet, 300 km nordost om huvudstaden Helsingfors. Öns area är 0,3 hektar och dess största längd är 130 meter i öst-västlig riktning.